# Жагарс, Эрик
Эрик Жагарс (латыш. Ēriks Žagars), в некоторых источниках Эрик Адольфович Жагар (Жагарс) (12 ноября 1935, Москва — 27 ноября 2022, Рига) — советский и латвийский историк, педагог, популяризатор науки, на публичных лекциях которого побывало свыше 100 тысяч человек. Заслуженный деятель культуры Латвийской ССР.

## Происхождение
Эрик Жагарс — выходец из крестьян, корни его рода восходят к 1776 году, когда Кришус Жагарс проявил себя как активный деятель крестьянского движения в Цесисском уезде и даже выступил делегатом от земляков, отправившись с посланием в столицу к наследнику престола Павлу Петровичу.

#### По отцовской линии
Отец Жагарса в 1919 году был мобилизован в Латвийскую армию, в составе 6-го Рижского полка участвовал в боях под Цесисом, а затем боях с Бермондтом у Серебряной горки в предместье Риги. Затем его полк направили к Паланге, ожидая контратаки немцев, а летом 1920 года — на Восточный фронт, в Латгалию, воевать против Красной Армии.
После демобилизации в 1921 году Адольф Жагарс устроился рабочим в Риге. Очень хотел учиться, но таких возможностей по бедности не имел. По призыву брата Альберта, который был красным латышским стрелком, в 1923 году нелегально перешёл границу и направился в Москву, чтобы работать и получить образование. Вступил в РКП(б) по ленинскому призыву, окончил латышский рабфак, затем поступил на юридический факультет Московского университета. По окончании работал преподавателем.
Эрик Жагарс родился 12 ноября 1935 года. А в марте 1938 года его отец был арестован и осужден на 10 лет лагерей. При аресте он заявил, что не женат и тем самым уберег от репрессий жену и сына. На следствии Адольфа Жагарса оговорил один из однокашников по рабфаку, на основании показаний которого и было сфабриковано дело о контрреволюционной организации. После реабилитации Адольф Жагарс работал в Латвии школьным учителем.

#### По материнской линии[1]
По линии матери многие родственники Эрика Адольфовича примкнули к революционному движению ещё в период Первой русской революции.
Двоюродный дед Фрицис Бурка в 1904 году организовал в Леясциемсе (возле Гулбене) социал-демократический кружок, а в 1905 году стал председателем распорядительного комитета. Его брат, дед Эрика Петерис Айзупиетис, был избран в 1905 году членом Леясциемского волостного суда и чудом избежал расстрела при подавлении революции.
Дядя Отто Айзупиетис в рядах РККА устанавливал советскую власть в Латвии и в августе 1919 года погиб при взрыве эшелона с боеприпасами в Великих Луках.
Мать историка Ирма Айзупиете также придерживалась большевистских взглядов и в июне 1920 года была арестована айзсаргами вместе с другими членами своей организации, осталась в живых, так как на момент ареста была несовершеннолетней. В 1926 году Ирма по гостевой визе переехала к сестре Марте в СССР. Работала бухгалтером в Московском латышском клубе, затем поступила учиться на латышский рабфак, где и произошло знакомство с Адольфом Жагарсом. В 1932 году пара поженилась.
Ирма Айзупиете окончила агрономический факультет Тимирязевской сельскохозяйственной академии и в 1939 году была направлена на должность заведующей агрохимической лабораторией МТС в Рославль Смоленской области. С началом Великой Отечественной войны Ирма с сыном эвакуировались в Тамбовскую область, а затем к сестре в столицу Киргизии город Фрунзе, куда та эвакуировалась с Академией Наук СССР, в которой работала.
Осенью 1943 года Эрик вместе с тетей Мартой переехал в Москву и там начал учиться в первом классе, а после освобождения Латвии от немецко-фашистских захватчиков в декабре 1944 года семья переехала в Ригу. Мать Эрика начала работать по специальности в Наркомате сельского хозяйства Латвийской ССР. Марта Айзупиете, по профессии физиолог, десять лет работала деканом биологического факультета в Латвийском госуниверситете.
Несмотря на то, что репрессии не обошли семью Эрика Жагарса, в ней никогда не относили пережитое на общественный строй и оставались убежденными коммунистами, подчёркивает историк. Присоединение Латвии к СССР в 1940 году эти люди считали логическим продолжением революционных событий 1905 и 1917 годов.

## Биография

### Ранние годы
В Риге Эрик закончил сначала 77-ю начальную школу, а затем 22-ю среднюю школу.
В 1953 году Эрик поступил на исторический факультет ЛГУ, где сразу проявил широкую эрудицию и интерес к науке. После окончания Латвийского государственного университета получил распределение на должность младшего научного сотрудника в Государственный архив Латвийской ССР.
В феврале 1961 года молодой учёный был принят на работу в Институт истории Академии наук Латвийской ССР. Руководитель института и главный редактор Малой энциклопедии Латвийской ССР Вилис Самсонс, оценив подготовленность Жагарса в исторической науке, 27 июля 1966 года назначил его вторым заместителем редактора общественной редакции энциклопедии, ответственным за материалы по истории XX века.

### Научная карьера
В 1968—1970 годах Жагарс — старший научный редактор Главной редакции энциклопедий АН Латвийской ССР. В эти годы он публикует в трёх томах энциклопедии 179 собственных статей и параллельно готовит диссертацию на соискание ученой степени кандидата исторических наук, которую защищает в 1974 году.
С 1974-го по 2005 год он — старший научный сотрудник Института истории, с 1978-го по 1991 год — член учёного совета, руководитель методологического семинара, член археографической комиссии.
В эти годы он часто оппонирует при защите диссертаций учёных из Латвии и Литвы.

В собственной научной работе Жагарс исследовал ныне политизированные темы Латвийской истории: события 1940—1941 годов, революционного движения начиная с 1905 года. По материалам собственных исследований Жагарс подготовил книгу «Социалистические преобразования в Латвии в 1940—1941 гг.», вышедшую на латышском языке в 1975 году и переведённую на английский в 1978 году.
«Моя монография о преобразованиях в Латвии в 1940/41 году вышла на латышском и английском языках. В латвийской историографии нет работы, которая бы затмила, а тем более — стерла мою книгу. Я этим больше всего горжусь. Не нашелся автор, который даже, исходя из новейших концепций, сказал бы, что всё мною написанное ложь и неправда. Автору, который возьмется за эту тему, придется перелопатить громадные пласты архивных источников и периодической печати. И если это ещё возможно, то у него все равно не будет того, что было у меня. Я беседовал с людьми, непосредственно участвовавшими в событиях. Я говорил с партийными работниками, подпольщиками и простыми рабочими, и я понял, почему они выступили против Ульманиса. Моя книга, имея социально-экономический уклон, опирается на фактический материал. В исторической науке я представлял революционную традицию, и делал это не из корыстных побуждений». Эрик Жагарс, 2016
Жагарс активно участвует в научной работе, выступает на конференциях в Советском Союзе и за рубежом. В 1967 году его в составе авторского коллектива (всего 8 человек) награждают Государственной премией Латвийской ССР за книгу «Борьба латышского народа в годы Великой Отечественной войны», а затем, в 1980 году — за книгу «Рига в период социализма».
Жагарс становится активным популяризатором науки, выступает с лекциями в районах и городах республики. По его собственным подсчетам, он прочитал более 1600 лекций. В 1974 году по линии Общества культурных связей с заграницей Жагарс выступал с лекциями в рамках Дней СССР в Швеции, в том числе перед латышскими эмигрантами, столкнулся со слежкой шведских спецслужб.
В 1987 году его награждают почётным званием «Заслуженный работник культуры».
После восстановления независимости Латвии Жагарс сосредоточился на преподавательской деятельности и научной публицистике. Он консультировал документальный фильм Вирджинии Лейини о Иоакиме Вациетисе, чью карьеру считает самой блестящей в СССР.
Жагарс стал одним из немногих историков, которые не поменяли политическую окраску после восстановления независимости Латвии, когда «бывшие репрессированные и в ещё большей степени бывшие легионеры имели очень активных лидеров и приобрели большой вес в обществе». «Странга, и Инесис Фелдманис, и Дайна Блейере, и другие не были русофобами. Все они были членами Коммунистической партии. Но они поняли: если идти нормальным путем, им для самоутверждения потребуется 5—10 лет, а тут — моментально. Только поддакивай ультранационалистам. И все шло по нарастающей, прагматичные голоса затихали, их просто затирали. Главную роль в этом сыграла пресса, средства массовой информации», — с горечью признавал историк.
Поскольку родители Эрика Адольфовича на июнь 1940 года не были гражданами Латвии, после восстановления независимости республики он, будучи чистокровным латышом, тем не менее получил статус негражданина и вошёл в правление Общества российских латышей. Усилиями общественных активистов удалось добиться от Сейма разрешения российским латышам получить гражданство в порядке регистрации, которое действовало 6 месяцев. Так Жагарс стал гражданином Латвии в 1997 году.

## Преподавательская деятельность[2]
С 1982 по 2004 год Жагарс был штатным преподавателем и доцентом Историко-философского факультета Латвийского университета. Когда началась перетасовка преподавательских кадров по политическим мотивам, не отказался от своих убеждений и покинул место преподавателя. По этой же причине он не стал проходить нострификацию своей ученой степени.
Он был руководителем и оппонентом 129 дипломных работ.
Жагарс также преподавал в Институте международных отношений ЛУ, в Институте практической психологии и гуманитарных наук ЛУ.
Через его лекции и семинары, которые он вёл и на латышском, и на русском языках, прошло более 5 тысяч студентов.
Он также активно участвовал в курсах повышения квалификации учителей истории, работе комиссий и секций общества «Знание», в работе Общества по охране природы и памятников.
С 2002 года Эрик Жагарс также преподавал историю в двух рижских русских школах и иронически замечал, что заработал тем самым четыре лата прибавки к пенсии.
Скончался 27 ноября 2022 года.

## Награды и премии
- Государственная премия Латвийской ССР (1970) — за участие в написании книги «Борьба латышского народа в годы Великой Отечественной войны»
- Премия имени Яниса Зутиса (1976)
- Государственная премия Латвийской ССР (1982) — за участие в написании книги «Рига в период социализма»
- Заслуженный работник культуры Латвийской ССР (1987)[3]

## Публикации
Эрик Жагарс опубликовал множество статей в «Вестнике Академии наук Латвийской ССР», около 200 статей в газетах и журналах, 179 статей в Малой энциклопедии Латвийской ССР. Его перу принадлежат десятки рецензий на научные работы и публикации.
Жагарс являлся участником научных конференций в Советском Союзе и за рубежом, членом авторских коллективов научных изданий, для которых он готовил главы и разделы.
- Публикации в базе данных worldcat.org
- Монография «Социалистические преобразования в Латвии в 1940—1941 гг.». Изд-во АН Латв. ССР (на латышском языке 1975 г., на английском языке 1978 г.).
- Один из авторов коллективной монографии «Социалистические революции 1940 г.в Литве,Латвии и Эстонии. Восстановление советской власти», Москва, Наука,1978 г.
- Ряд научных и научно-популярных статей в газетах и журналах Латвии, а также 179 статей в Малой Энциклопедии Латвии (на латышском языке) 1967—1970 гг.
- «Latvijas ebreji un padomju vara, 1928—1953»/ Латвийские евреи и советская власть, 1928—1953 (2009, раздел об участии евреев в структурах безопасности и армии в 1940—1941 годах[2].
- Статья «Императрица Екатерина Первая» для русско-латышского сборника «Латышские имена в истории России» с обоснованием того, что Марта Скавронская была латышкой. Жагарс считает эту статью шагом к сближению латышей и русских[3].